# Догерн
Догерн (нем. Dogern) — община в Германии, в земле Баден-Вюртемберг. 
Подчиняется административному округу Фрайбург. Входит в состав района Вальдсхут.  Население составляет 2255 человек (на 31 декабря 2010 года). Занимает площадь 7,45 км².